# 勒蒙泰
勒蒙泰（法語：Le Montet，法語發音：[lə mɔ̃tɛ]）是法国阿列省的一个市镇，位于该省中部，属于穆兰区。

## 地理
勒蒙泰（46°24'32"N, 3°3'19"E）面积1.77 平方千米，位于法国奥弗涅-罗讷-阿尔卑斯大区阿列省，该省份为法国中部省份，北起涅夫勒省、西北接谢尔省，西南至克勒兹省，南至多姆山省，东南临卢瓦尔省，东临索恩-卢瓦尔省。
与勒蒙泰接壤的市镇（或旧市镇、城区）包括：德谢斯、罗克勒、圣索尔南、特龙热。

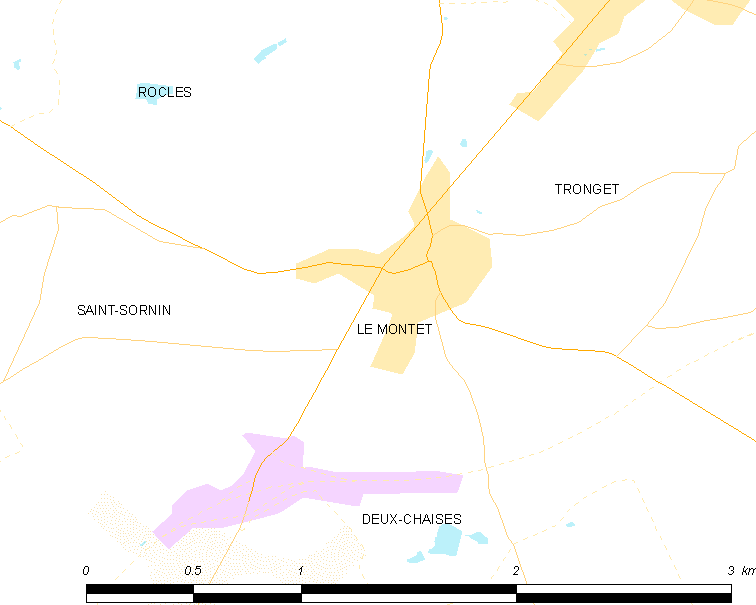
勒蒙泰的OSM定位图

勒蒙泰的时区为UTC+01:00、UTC+02:00（夏令时）。

## 行政
勒蒙泰的邮政编码为03240，INSEE市镇编码为03183。

## 政治
勒蒙泰所属的省级选区为苏维尼县。

## 人口

1962-2008年间勒蒙泰人口变化图示

勒蒙泰于2022年1月1日时的人口数量为469人。